# Effet de corps flottant
En électronique, et plus précisément concernant la technique du silicium sur isolant, on appelle effet de corps flottant (floating body effect) l'effet résultant de l'interaction électrique entre le corps flottant d'un transistor et le substrat isolant sur lequel il repose. Ils forment ensemble un condensateur électrique. Les charges s'accumulent dans ce dernier, causant des effets généralement (mais pas toujours) indésirables comme l'apparition de transistors parasites dans la structure, causant des fuites de courant, ce qui a pour résultat une augmentation de ce dernier et, dans le cas d'une DRAM, une perte de l'information stockée dans la cellule mémoire. Il entraine également l'apparition d'un effet mémoire, la tension de seuil (en) du transistor dépendant des états précédents de ce dernier. Sur les  dispositifs analogiques, cet effet est connu sous le nom de kink effect.
Pour supprimer cet effet, on peut faire appel à des dispositifs à couche totalement appauvrie (fully depleted). La couche d'isolant, dans ces cas-là, est nettement plus mince que le canal appauvri. La charge, 
et par conséquent également le potentiel du corps flottant, est fixe. L'effet canal-court est cependant accentué, et le corps flottant peut quand même se charger si les potentiels de l'émetteur et du collecteur sont élevés, c'est d'ailleurs pourquoi ce genre de technique ne convient pas aux dispositifs 
analogiques nécessitant un contact avec le corps flottant.
Le procédé dit d'isolation par tranche hybride est une autre solution pour remédier à cet 
effet.
Comme sus-mentionné, si cet effet représente un inconvénient dans les dispositifs conventionnels (notamment les 
DRAM en technique SOI), il constitue en revanche le principe même de 
fonctionnement des mémoires de type Z-RAM ou TTRAM.